# Peramivir
Peramivir (nombre comercial Rapivab) es un medicamento antiviral desarrollado por BioCryst para el tratamiento de la influenza. Peramivir es un inhibidor de la neuraminidasa.
En octubre de 2009, la FDA emitió una autorización de uso de emergencia (EUA) para el uso de peramivir basado en los datos de seguridad de la Fase 1, Fase 2 y Fase 3 datos de ensayos. La autorización de uso de emergencia para Peramivir expiró en junio de 2010. El 19 de diciembre de 2014, la Food and Drug Administration aprobó peramivir para tratar la infección por influenza en adultos.
Peramivir también ha sido aprobado en Japón y Corea del Sur y está disponible en Japón como Rapiacta y en Corea del Sur como Peramiflu . Actualmente, es la única opción intravenosa para el tratamiento de la gripe porcina.

## Historia
El 23 de octubre, la Food and Drug Administration (FDA) emitió un uso de emergencia Autorización para Peramivir.
BioCryst Farmacéuticos presentó una solicitud de nuevo fármaco (NDA) a la Food and Drug Administration (FDA) para el peramivir intravenoso en diciembre de 2013.